# 4,4'-диметиламінорекс
4,4'-диметиламінорекс (скорочено 4,4'-ДМАР), який іноді називають вуличною назвою «Серотон», є психостимулятором та емпатогеном, конструкторський наркотик пов'язаний з амінорексом, 4-метіламінорексом і пемоліном. Вперше він був виявлений в Нідерландах в грудні 2012 року і продававсь як конструкторський наркотик по Європі з середини 2013 року.
4,4'-ДМАР був пов'язаний, щонайменше з 31 смертю людей в Угорщині, Польщі і Великій Британії в лютому 2014 року, в основному в поєднанні з іншими наркотичними засобами. Дев'ятнадцять смертей, пов'язаних з 4,4'-ДМАР були зареєстровані в Північній Ірландії в той же період часу.
4,4'-ДМАР діє як потужний і збалансований серотонін-норадреналін-дофаміново вивільняючий агент (СНДВА), зі значеннями EC50 для серотоніну, норадреналіну і дофаміну випуску 18,5 нМ, 26,9 нМ і 8,6 нМ відповідно.

## Легальність
Міністерство внутрішніх справ Великої Британії висловило намір заборонити 4,4'-ДМАР згідно рекомендацій Консультативної ради по зловживанню наркотиками, а згодом він став наркотичною речовиною класу А з 11 березня 2015 року.
4,4'-ДМАР є контрольованою речовиною додатку II в Німеччині з травня 2015 року.
Агентство суспільної охорони здоров'я Швеції запропонувало класифікувати 4,4'-ДМАР як небезпечну речовину 10 листопада 2014 року.
4,4'-ДМАР також заборонений в Чешській Республіці.